# حرم
حَرَم، به محدوده پیرامونی مکان‌های مقدسی گفته می‌شود که به دلیل انتساب به یکی از مقدسات اسلام از حرمتی خاص برخوردارند و با آن همچون دیگر مکان‌ها رفتار نمی‌شود. مهم‌ترین حرم مسلمانان، حرم مکه است که خانه خدا در آن قرار دارد. در رتبه بعد، حرم مدینه است که خانه و مدفن پیامبر اسلام را در برمی‌گیرد و در کنار حرم مکی، حرمین شریفین خوانده می‌شود.
در معنایی توسعه‌یافته، حرم برای مدفن ائمه و حتی امامزادگان و اولیاء هم به کار برده شده و از تعابیری چون حرم علوی، حرم رضوی یا حرم عبدالعظیم حسنی استفاده شده‌است. حرم در عرف عامه شیعیان امامیه، به مسجد یا محوطه‌ای زیارتی گفته می‌شود که بر گرداگرد مدفن ساخته شده‌است.
بنابر نظر مشهور فقهای شیعه، از احکام اختصاصی حرم مکی، حرم نبوی، مسجد کوفه و حائر حسینی، جواز و حتی استحباب کامل خواندن نماز مسافر در این اماکن است.
مسلمانان معتقدند که حرم‌های افراد نام برده‌شده در اسلام دارای قداست هستند. و حتی زیارت آن‌ها دارای فواید زیادی برای زیارت‌کنندگان است. برای نمونه به این حدیث توجه کنید:
(عَنْ أَبِی عَبْدِ اللَّهِ ع قَالَ مَنْ أَرَادَ أَنْ یَکُونَ فِی جِوَارِ نَبِیِّهِ وَ جِوَارِ عَلِیٍّ وَ فَاطِمَةَ فَلَا یَدَعْ زِیَارَةَ الْحُسَیْنِ)
از امام ششم شیعه :(هر که می‌خواهد در جوار پیامبرش و جوار علی و فاطمه باشد، زیارت حسین را رها نکند)
در آداب زیارت احرام الهی مستحبات و واجبات زیادی آورده شده‌است. ازجمله واجبات پاک بودن بدن و لباس و همچنین جُنُب نبودن زیارت کننده و محرم است و ازجمله مستحبات نیز می‌توان به داشتن وضو سلام دادن ماقبل از ورود و… اشاره کرد.

## پیرامون واژه
«حرم» واژه‌ای با ریشهٔ عربی است که واژه‌هایی چون «حریم» با آن از یک ریشه هستند.
حرم، از ریشه حرم (به معنای ممنوع بودن) است، گاهی به اهل منزل یا منزل که آن‌ها را از تعرض دیگران حفظ می‌کند حرم می‌گویند.

## بخش‌های گوناگون حرم معصومین یا بزرگان مذهبی
- بست
- باب
- صحن
- حوض
- سقاخانه
- وضوخانه
- نقاره خانه
- کفشداری
- بارگاه
- رواق
- شبستان
  - بارگاه
  - ضریح
- مرقد
- محراب
- منبر
- گنبد
- گلدسته
- علم
- برج ساعت
- کبوترخانه
- دارالتولیه
- حسینیه
- کتابخانه
- موزه
- دارالقرآن
- مرکز مشاوره
- فرهنگسرا
- چای‌خانه
- ضیافت خانه
- زائر سرا
- درمانگاه
- حوزه علمیه
- سالن اجتماعات